# Budča
Budča é um município da Eslováquia, situado no distrito de Zvolen, na região de Banská Bystrica. Tem 15,91 km² de área e sua população em 2018 foi estimada em 1.346 habitantes.

## Demografia
| Ano:        | 1994 | 2004    | 2014   | 2024   |
| ----------- | ---- | ------- | ------ | ------ |
| Broj ljudi: | 979  | 1181    | 1295   | 1370   |
| Razlika:    |      | +20,63% | +9,65% | +5,79% |

| Ano:               | 2023 | 2024   |
| ------------------ | ---- | ------ |
| Número de pessoas: | 1379 | 1370   |
| Diferença:         |      | -0,65% |